# Nemuno slėnio skroblynai nuo Kriukų iki Gelgaudiškio
Nemuno slėnio skroblynai nuo Kriukų iki Gelgaudiškio este o arie protejată (arie specială de conservare — SAC, sit de importanță comunitară — SCI) din Lituania întinsă pe o suprafață de 1.363,1 ha, integral pe uscat.

## Localizare
Centrul sitului Nemuno slėnio skroblynai nuo Kriukų iki Gelgaudiškio este situat la coordonatele 55°03′45″N 23°14′46″E / 55.0625°N 23.2461°E.

## Înființare
Situl Nemuno slėnio skroblynai nuo Kriukų iki Gelgaudiškio a fost declarat sit de importanță comunitară în februarie 2004 pentru a proteja 1 specie de animale. Situl a fost protejat și ca arie specială de conservare în iunie 2021.

## Biodiversitate
Situată în ecoregiunea boreală, aria protejată conține 8 habitate naturale: Liziere de ierburi înalte hidrofile de câmpie și de nivel montan până la alpin, Taiga vestică, Păduri caducifoliate bătrâne naturale hemiboreale fino-scandinave (Quercus, Tilia, Acer, Fraxinus sau Ulmus) bogate în specii epifite, Păduri fino-scandinave bogate în ierburi cu Picea abies, Păduri de stejar sau de stejar și carpen sub-atlantice și medio-europene de Carpinion betuli, Păduri pe pante, grohotișuri și ravene de Tilio-Acerion, Păduri aluvionare cu Alnus glutinosa și Fraxinus excelsior (Alno-Padion, Alnion incanae, Salicion albae), Păduri mixte riverane de Quercus robur, Ulmus laevis și Ulmus minor, Fraxinus excelsior sau Fraxinus angustifolia, de-a lungul marilor râuri (Ulmenion minoris).
La baza desemnării sitului se află o specie protejată de  mamifere: vidră de râu (Lutra lutra).